# 714
Évszázadok: 7. század – 8. század – 9. század
Évtizedek: 660-as évek – 670-es évek – 680-as évek – 690-es évek – 700-as évek – 710-es évek – 720-as évek – 730-as évek – 740-es évek – 750-es évek – 760-as évek
Évek: 709 – 710 – 711 – 712 –  713 – 714 – 715 – 716 – 717 – 718 – 719

## Események

### Európa
- Zarándoklatáról hazafelé térőben meggyilkolják Herstali Pippin frank majordomus egyetlen életben maradt fiát, Grimoaldot (állítólag apósa, Radbod fríz király felbujtására). A 79 éves Pippin felesége, Plectrudis ráveszi őt, hogy tagadja ki szeretőjétől született fiát, Martell Károlyt és Grimoald nyolc éves fiát, Theudoaldot nevezze meg egyetlen örököseként. Decemberben Pippin meghal és Plectrudis Kölnben őrizetbe véteti Károlyt, hogy ne lázadhasson fel.

### Omajjád Kalifátus
- Tárik ibn Zijád és Músza ibn Nuszajr folytatják az Ibériai-félsziget meghódítását. Elfoglalják Barcelonát, északon pedig elérik a Viscayai-öblöt. A magát vizigót királynak kikiáltó II. Achila elesik az ellenük folytatott küzdelemben, helyére a nemesség Ardót választja meg, de a Vizigót Királyság ekkor már csak Septimaniára korlátozódik.
- Al-Valíd kalifa Damaszkuszba rendeli Tárikot és Múszát, a Hispániában zsákmányolt kincsekkel együtt. Mire az év végén megérkeznek, a kalifa súlyosan megbetegszik és öccse, a kormányzás ügyeit átvevő Szulejmán arra kéri Múszát, hogy halassza el ünnepélyes bevonulását Damaszkuszba. Músza azonban így is végrehajtja a bevonulást és a beteg kalifa lábaihoz helyezi a hispániai kincseket.
- Músza távollétében fia, Abd al-Aziz ibn Músza kormányozza az újonnan meghódított tartományt, al-Andaluszt.

### Kína
- A nemrég trónra került Tang Hszüan-cung császár megreformálja a kormányzatot és a kancellárok számát kettőre csökkenti. Száműzi nagyanyja, Vu Cö-tien gyűlölt titkosrendőrségének még életben lévő tagjait és megtiltja, hogy leszármazottaik állami hivatalt viseljenek. Büntető hadjáratot indít a nomád khitanok ellen, mert korábban legyőzték a kínaiakat, de a Hszüe Nö által vezetett sereg ismét súlyos vereséget szenved a nomádoktól és katonáinak 80-90%-át elveszti.

## Születések
- Al-Manszúr, abbászida kalifa
- Kis Pippin, frank majordomus és király

## Halálozások
- szeptember 5. - Tang Sang-ti, kínai császár
- december 16. – Herstali Pippin, frank majordomus
- II. Achila, vizigót király
- II. Grimoald, frank majordomus
- Szent Guthlac, angolszász remete
- Al-Haddzsádzs ibn Júszuf, arab hadvezér és kormányzó
- Philippikosz, bizánci császár

## Fordítás
- Ez a szócikk részben vagy egészben  a(z)   714 című angol Wikipédia-szócikk ezen változatának fordításán alapul.  Az eredeti cikk szerkesztőit annak laptörténete sorolja fel. Ez a jelzés csupán a megfogalmazás eredetét és a szerzői jogokat jelzi, nem szolgál a cikkben szereplő információk forrásmegjelöléseként.